# Rab-39a
La Ras-related protein Rab-39a és una proteïna del tipus GTPasa codificada pel gen RAB39A que es troba a l'espècie Homo sapiens i té un paper fonamental en el tràfic vesicular, l'acidificació dels fagosomes, i està involucrada amb la regulació de l'activitat de la Capase-1.
El codi identificador de la proteïna és Q14964. En un informe publicat per El Comitè de Nomenclatura de Gens Hugo (HGNC) van ser establerts altres noms per anomenar a la proteïna, els quals són: Ras-39a, RAB39A, member RAS oncogene family i rab-related GTP-binding protein.
Rab-39a pertany a la de la família RAS, una gran família de petites GTPases. Alhora, la família de les RAS es divideix en 5 sub-famílies: Ras, Rho, Ran, Arf i Rab, tot i que hi ha més classificacions segons la font.
En concret, Rab-39a és una de les dues isoformes de la proteïna Rab-39, que pertany a la sub-família Rab. S'ha predit que el genoma humà conté uns 60 gens Rab, que estan involucrats en el transport membranal, principalment. Les Rab GTPases tenen una homologia seqüencial llunyana (<30% dels aminoàcids són idèntics) de les altres RAS i GTPases monomèriques.
Les dues isoformes de Rab39, Rab-39a i Rab-39b, les trobem en vertebrats, mentre que en el cas dels invertebrats (com en Drosophila), només trobaríem una sola isoforma. Podem diferenciar les dues isoformes per la cadena polipeptídica, amb un 76.9% de similitud. La distribució intracel·lular i les funcions també són trets diferencials: Rab-39a es troba a les vies endocítiques tardanes i participa en el tràfic de lípids, mentre Rab-39b està a la xarxa secretora al reticle endoplasmàtic i transporta esfingolípids bio-sintetitzats al reticle.

## Localització

### Localització cel·lular

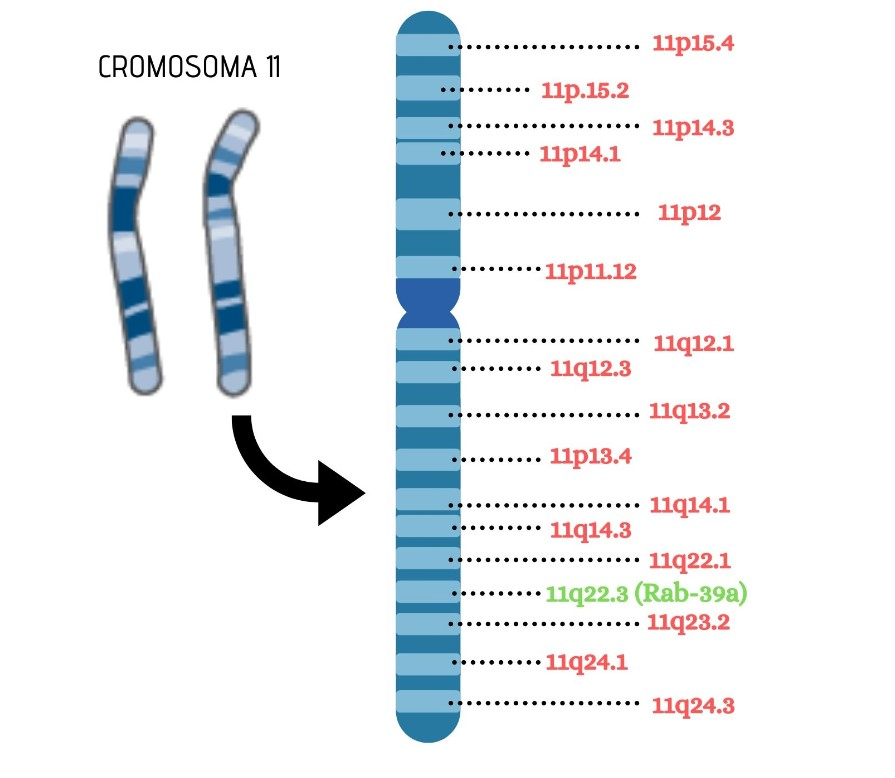
Figura 1. Localització cromosomal en el cromosoma 11 del gen que codifica la proteïna Rab39-a. (en verd)

Les proteïnes Rab es troben en orgànuls o compartiments subcel·lulars específics, en concret, la Rab-39a es troba als lisosomes, a la membrana plasmàtica i, conseqüentment, a les vesícules citoplasmàtiques que aquesta origina durant el transport vesicular. Principalment és detectada als fagosomes i és a la seva membrana on desenvolupa funcions bàsiques.

### Localització del gen en el cromosoma
La proteïna Rab39-a està codificada pel gen RAB39A, que es troba en la posició cromosòmica 11q22.3. Aquesta nomenclatura ens indica que es troba en el cromosoma 11, el braç q, la regió 2, la banda 2 i la sub-banda 3.
Aquest gen està compost d'uns 44.976.370 nucleòtids.

## Característiques

### Taxonomia
El llinatge taxonòmic de l'espècie Homo sapiens, on se situa la proteïna Rab-39a, és el següent:
Eukaryota › Metazoa › Chordata › Craniata › Vertebrata › Euteleostomi › Mammalia › Eutheria › Euarchontoglires › Primates › Haplorrhini › Catarrhini › Hominidae › Homo

### Mutacions freqüents

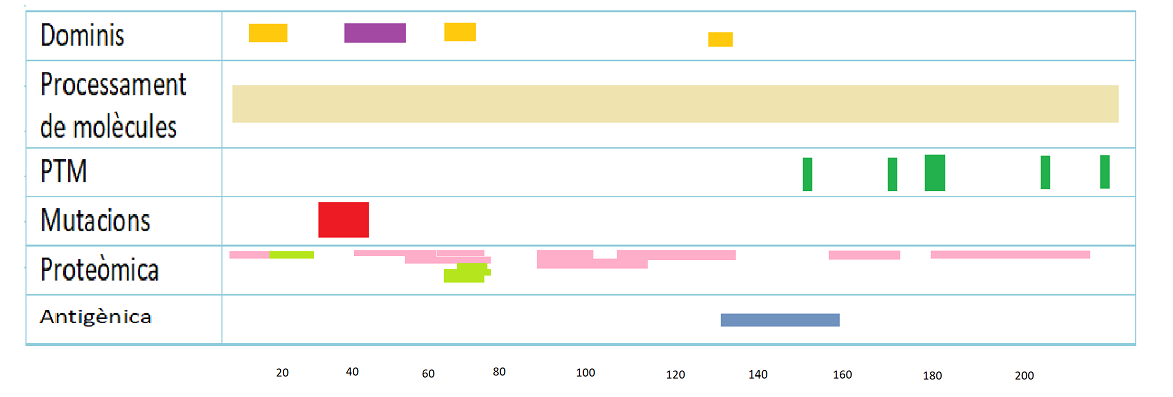
La regió de la cadena d'aminoàcids on pot haver-hi mutagènesis

Una de les mutacions més freqüents és en els aminoàcids 34-41, on hi ha una substitució dels aminoàcids PGLRSPAC>AQVS. Aquesta provoca la interrupció de la interacció entre la proteïna Rab-39a i la proteïna Beclina-1 (BECN1).
La proteïna Rab-39a interacciona amb la Beclina-1 en una seqüència específica que no es troba en Rab-39b.
En Rab-39a mutada, aquesta seqüència no està exposada, de manera que deixa d'interaccionar amb BECN1 i també s'ha vist que canvia la seva localització. Passa a trobar-se en zones semblants a Rab-39b. D'aquesta manera, s'ha determinat que l'única seqüència responsable de la interacció de Rab-39a i BECN1, també està involucrada en què Rab-39a es trobi a la perifèria dels lisosomes.

### Estructura primaria
La seqüència d'aminoàcids de la proteïna Rab-39a es va publicar per primera vegada l'any 2005. És de tipus lineal i conté 44.976.370 nucleòtids, el qual es troba sencera aquí.

### Estructura secundària
En termes d'estructura secundària, s'han identificat sis hèlix-alfa i sis làmines-beta. Els residus romanen units per enllaços d'hidrogen intramoleculars, ponts salins, 1 interacció π-π, 10 π-catió i 1 π-sigma, que donen estabilitat a l'estructura de la proteïna
Per a veure més detalls, anar a la secció "Dominis i motius"

### Estructura terciària
S'han fet models predictius de l'estructura terciària de Rab-39a amb tècniques basades en homologies, com amb els programes BLASTp o Phyre2. Tot i això, l'estructura terciària sencera encara no s'ha obtingut, ja que només s'ha cristal·litzat una part de la proteïna, en concret 217 aminoàcids.

### Dominis i motius
S'han identificat diversos dominis i motius en Rab39-a, és a dir, seqüències d'aminoàcids independents amb funcions específiques connectades per cadenes polipeptídiques flexibles. Moltes d'aquestes regions s'han establert per similitud amb proteïnes de la mateixa família. A continuació, les més rellevants.

#### Domini 1: GTP/Mg2+lloc d'unió [lloc d'unió químic]
Aquest domini té la funció de controlar la conformació activa de Rab-39a mitjançant processos d'hidròlisi i també d'unió amb el nucleòtid guanina, que requereixen l'ió Mg2+. Aquest procés s'estabilitza per interaccions entre el gamma fosfat de GTP i dos residus concentrats de manera crítica, Thr en switch I i Gly en switch II.

#### Domini 2: lloc putatiu d'interacció amb GEF [lloc d'unió polipeptídic]
S'ha demostrat que la proteïna fosfatidilinositol 4-fosfatasa 5-quinasa (MSS4) estimula l'intercanvi de nucleòtids en les proteïnes associades amb la ruta d'exocitosi i, a més, que tenen activitat de chaperons de Rab lliures de nucleòtids. Per tant, aquest domini és el lloc d'unió amb el MSS4. Cal afegir que aquest domini es va descobrir per homologia amb la proteïna Rab8, de la família de Rab39a.

#### Domini 3: lloc putatiu d'interacció amb GDI [lloc d'unió polipeptídic]
La funció de la proteïna Rab-39a està regida per l'inhibidor (RabGDI) de la dissociació de la guanosina difosfat (GDP). D'acord amb la cristal·lització del complex de la interacció entre S. cerevisiae i el seu inhibidor de dissociació de GDP s'ha determinat aquest domini, descrit com lloc putatiu d'interacció amb GDI.

#### Domini 4: lloc putatiu d'interacció amb efector
Aquest domini té la funció d'interaccionar amb l'efector de rabphilin-3A, que regula emissió de neurotransmissors en neurones de l'hipocamp. Es va establir per similitud amb l'estructura cristal·litzada del complex activat Rab3A/GTP/Mg2+ de la proteïna Rab3A.

#### Domini 5: lloc putatiu de modificació de lípids [lloc de modificació post-translacional]
Les proteïnes Rab tenen motius enllaçadors amb lípids amb C-terminal: CC, CXC, o CCX, on granilgeranitransferasa II s'adhereix a grups granilgeranil. L'alta variabilitat de la terminal C [redirigir] de Rab-39a és el determinant estructural per l'afinitat a les membranes cel·lulars. Els dos residus de cisteïna en la terminal C, trobats com XXCXC, formen els motius que faciliten l'acoblament amb la membrana. La presència del motiu amb doble-cisteïna ajuda al plegament i a l'estabilitat de Rab-39a.

#### Dominis 6 i 7: Regions switch I i II
Són els dos bucles superficials que duen a terme canvis conformacionals durant el procés d'unió amb GTP. A més, la conformació activa s'estabilitza mitjançant interaccions hidrofòbiques entre residus.

#### Motius G1, G2, G3, G4 i G5 box
Els motius G-box estan implicats en la transcripció genòmica de la proteïna. G1, per exemple, és el motiu responsable del bucle que s'enllaça amb el grup fosfat [PMID 15731001]. G2 se superposa amb la regió Switch I [PMID 15731001], mentre G3 amb la regió Switch II [PMID 15367757]. A més, el residu Asp (àcid aspàrtic) de G3 forma un contacte amb un pont d'aigua amb Mg2+; i el residu Gly (glicina) forma un pont d'hidrogen amb el fosfat gamma de la GTP mitjançant l'amida [PMID 12910458]

#### Motius de la família Rab (RabF)
Aquests motius identificats tenen alta homologia amb totes les seqüències d'aminoàcids de les proteïnes de la mateixa família. Hi ha fins a 5 d'aquest tipus: RabF1, RabF2, RabF3, RabF4 i RabF5.

#### Motius de la subfamília Rab (RabSF)
Aquestes regions mostren alt nivell d'homologia amb la subfamília de les Rab, i hi ha fins a 4 motius diferents: RabSF1, RabSF2, RabSF3 i RabSF4.

## Regulació

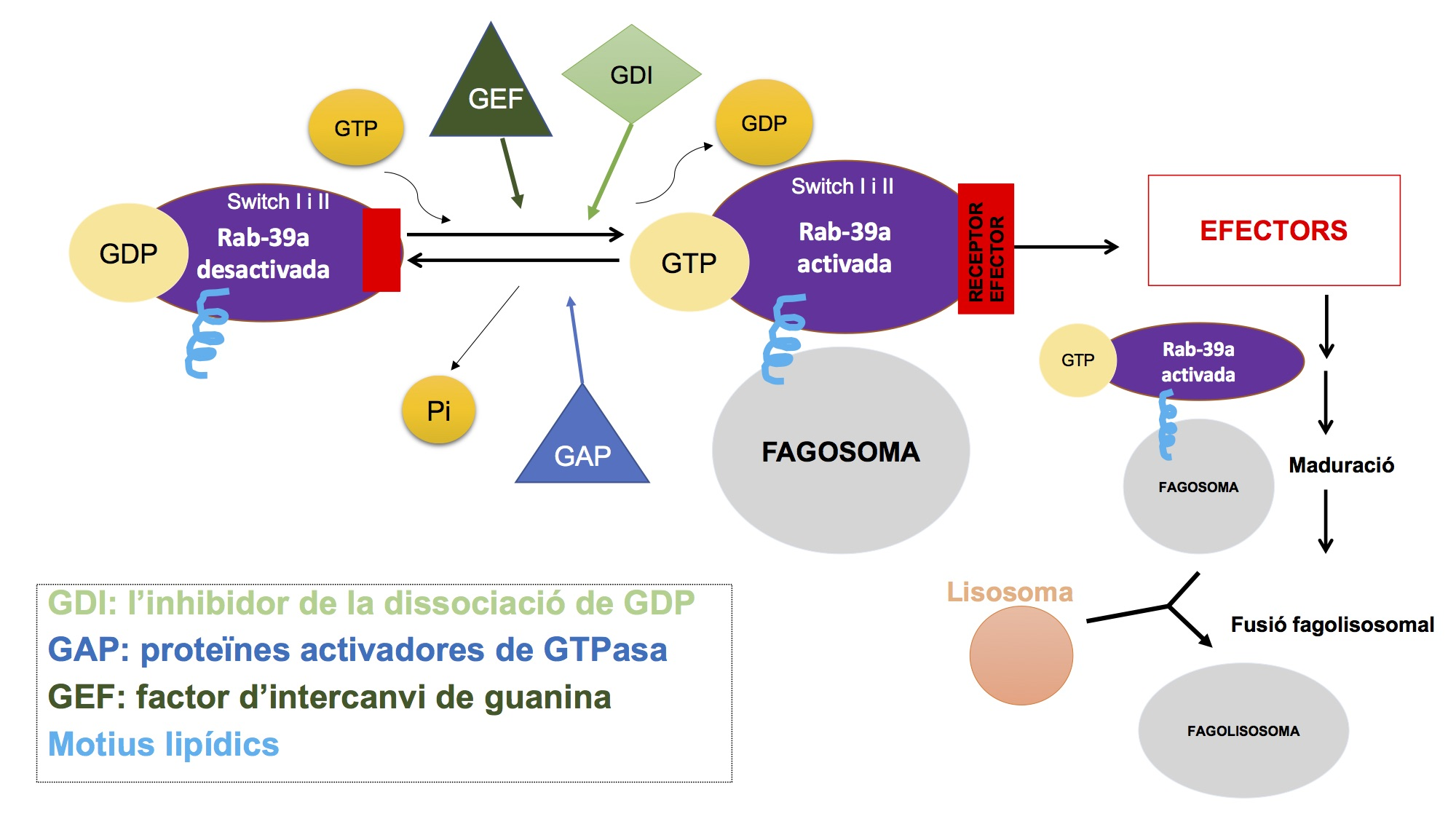
Figura 2. Procés de regulació de la proteïna Rab-39a.

Les proteïnes Rab, així com els processos d'unió a GTP i d'hidròlisis, estan regulades per factors d'intercanvi de nucleòtids de guanina (GEF), per proteïnes activadores de la GTPasa (GAPs) i per cicles de la forma activa/inactiva entre la unió de GTP/GDP respectivament.
L'unió de GTP (Trifosfat de guanosina), a les proteïnes Rab, promou la unió d'aquesta amb molècules efectores que permeten el transport de membranes.
El procés d'activació de Rab-39a es mostra en la figura 2. Primer, està la Rab-39a en forma desactivada unida a un GDP. Gràcies a l'actuació del GEF, el GAP, el GDI i les molècules addicionals de GTP, GDP i Pi, es produeix la fosforilació i la molècula unida a Rab-39a passa a ser GTP, i així s'activa. La regió Switch I i II és responsable del canvi conformacional del procés d'activació. Ara, els motius lipídics poden ancorar a Rab-39a al fagosoma. El Receptors d'efectors s'uneixen als efectors, i comença el procés de maduració fagosomal, i després, el procés de fusió fagolisosomal, d'un lisosoma i un fagosoma, produint un fagolisosoma.

## Funció
De manera global, la gran família de les RAS tenen un paper significatiu en vies de senyalització dins de la cèl·lula i estan implicades en la distribució intracel·lular. Més concretament, el subgrup de les Rab GTPases defineixen la identitat i el destí de les vesícules durant el tràfic de membrana en processos com l'endocitosi, exocitosi i la fagocitosi.
Rab-39a té funcions pleiotròpiques, és a dir, que és responsable de caràcters o fenotips diferents i no relacionats. Alguns dels processos en que està implicada són: la regulació negativa de formació d'autofagosomes en macròfags, la neurogénesis, l'activació de la resposta inflamatòria, el transport de lípids segregats per cossos multivesiculars i desenvolupa un rol important en la en fases més tardanes de la fagositosi, i la fusió d'aquests últims amb els lisosomes.
Encara que les cadenes d'aminoàcids siguin molt similars entre les proteïnes Rab-39a i Rab-39b, desencadenen actuacions diferents.

### Inflamació
Com s'ha dit anteriorment, la Rab-39a s'ha mostrat implicada en processos d'inflamació, ja que s'associa i regula l'expressió de Caspase-1, un enzim que s'adhereix al precursor proteic que secreta Interleucina-1β (IL-1β), una important citocina pro-inflamatòria .

### Neurogènesi
En relació amb la neurogènesi, l'any 2013 es va publicar un article sobre l'interacció de les GTP-locked Rab39 i la proteína UACA. Aquest explica la realització de dos assajos híbrids amb GTP-locked Rab-39a/b el qual han donat la possibilitat de reconèixer que la Rab-39a s'uneix a una proteïna UACA (Autoantigen artificial amb dominis d'hèlix superenrotllades i repeticions d'anquirina). 
L'estudi revela que una part del domini C-terminal de la UACA funciona com a domini vinculant en la Rab-39a depenent de GTP. Quan es va inhibir el tros corresponent del RNA en cèl·lules d'un neuroblastoma Neuro2A de ratolins, es va observar que havia un canvi de l'àcid retinoic ja que passava d'una morfologia multipolar a bipolar. La conclusió va ser que la UACA és un efector del Rab39-a i, per tant, tenen una funció important en la diferenciació neuronal provocada per l'àcid retinoic.

### Regulació negativa de l'autofagositosi
Pel que fa a la funció de regular negativament la formació d'autofagosomes, la proteïna Rab-39a està localitzada tant en els lisosomes, a la membrana cel·lular com en els fagosomes, ja que es troba a la perifèria de les vesícules LAMP2- positives. Els receptors de tipus Toll (TLR) reconeixen patrons com lipopolisacàrids (LPS) vinculats a patògens, i activen la fosfatidilinositol 3-quinasa (PI3K) per augmentar la fagositosi i combatre el patògen mencionat. Quan Rab-39a interacciona amb PI3K, disminueix aquesta capacitat i baixen els nivells de fagositosi. En altres paraules, l'esgotament de Rab-39a augmenta la formació d'autofagosomes mitjançant l'estimulació LPS. Experimentalment, això va ser demostrat per l'increment de la formació d'autofagosomes en el mètode knockdown de Rab-39a en macròfags, el qual va ser suprimit per inhibició de PI3K. En resum, Rab-39a, regula negativament l'autofàgia induïda per LPS en els macròfags.

### Fusió fagolisosomal
Rab-39a està implicat en la fusió dels fagosomes i els lisosomes, segons un experiment realitzat per Shintaro Seto, basat en l'expressió d'aquesta proteïna i la densitat fluorescent de lisosomes marcats. S'ha trobat una alta activitat de Rab-39a durant la maduració i l'acidificació de fagosomes, i durant la conversió d'aquests a lisosomes, on el pH passa a ser relativament baix perquè els enzims degradin el patògen que contenia el fagosoma previ.

## Interaccions
Les interaccions de Rab-39a amb altres molècules són clau per comprendre la seva funció i venen determinades per les cavitats d'hidrofobicitat que actuen com un lloc actiu rellevants per unir-se als grups lligands [https://onlinelibrary.wiley.com/doi/full/10.1110/ps.062249106]. S'han predit els llocs d'unió a altres proteïnes amb tècniques computacionals, com el docking.

### DENND5B
El substrat DENND5B és un GEF que pot activar Rab-39a, i promou la conversió de GDP a GTP, convertint la proteïna en la seva forma activa lligada a GTP. Els aminoàcids de Rab-39a que participen en les seves interaccions amb DENND5B són els aminoàcids dels phe28 a lys63.

### PI3K
Una anàlisi d'immunoprecipitació va revelar que la Rab-39a interacciona via Beclin 1 amb fosfatidilinositol 3-kinasa (PI3K) on els aminoàcids (31-41) són indispensables per la interacció.

### Efectors
Rab-39a inclou en la seva seqüència una zona receptora d'efectors, és a dir, molècules que actúen sobre altres provocant un canvi de comportament. Aquesta regió correspon al Domini 4, i els aminoàcids que intervenen de Rab-39a estan alternament entre la posició 46 i 80. UACA és un efector que té una funció important en la diferenciació neuronal provocada per l'àcid retinoic; també l'efector Rabphilina 3-A està implicat en la neurotransmissió.

### BECN1
El complex proteic Beclin1-Vps34, regula el tràfic vesicular mitjançant interaccions amb altres proteïnes, com per exemple la Rab-39a.

### Membranes cel·lulars
Gràcies als motius lipídics (domini 5) en els aminoàcids 215 fins 217, hi ha una major afinitat de Rab-39a a les membranes cel·lulars.

## Mutacions de Rab-39a i els seus rols en el càncer

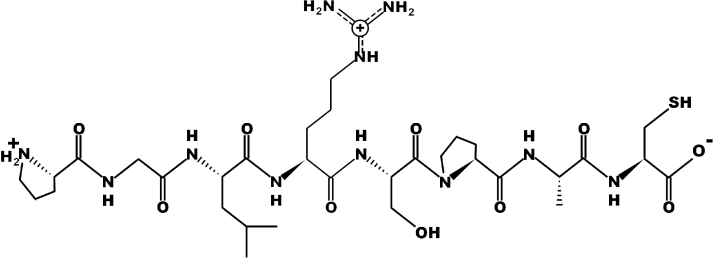
Seqüència d'aminoàcids de la proteïna Rab-39a

Les proteïnes Rab estan involucrades en diversos processos cel·lulars com la transducció del senyal intracel·lular, la citocinesis, la migració cel·lular, l'apoptosi i l'autofàgia.
S'ha suggerit recentment la proteïna Rab-39 com a possible objectiu terapèutic, ja que promou les “cel·lules mare cancerígenes” de sarcomes i altres neoplàsies malignes de les cèl·lules limfoides. 
Les cèl·lules mare cancerígenes estan relacionades amb la resistència als fàrmacs, la metàstasi o la recaiguda local.
Cada vegada és més evident que el funcionament irregular de diverses proteïnes Rab i posteriorment la interrupció de les xarxes de transport vesicular poden causar pèrdues de la polaritat cel·lular, invasió de càncer i metàstasi.

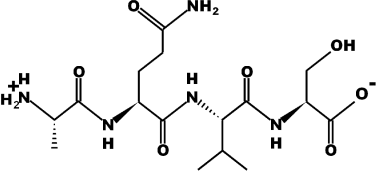
Seqüència d'aminoàcida de la proteïna Rab-39a mutada

Concretament en el càncer de pulmó, s'ha trobat una sobreexpressió de la proteïna Rab-39a. Ja que la progressió tumoral augmenta amb l'alteració del tràfic vesicular, la sobreexpressió de Rab-39a podria estar relacionada amb l'alta taxa de divisió cel·lular i la resistència a l'apoptosi. Per això, existeixen dianes terapèutiques que s'estan focalitzant en l'inhibició de les vies d'activació de Rab-39a.